# Dichtblättriger Schwärz-Täubling
Der Dichtblättrige Schwärz-Täubling (Russula densifolia) ist ein ungenießbarer Pilz aus der Familie der Täublingsverwandten (Russulaceae). Der festfleischige, mittelgroße Täubling hat dichtstehende Lamellen und ist im Alter gräulich- oder bräunlich-schwarz gefärbt. Das Fleisch färbt sich beim Anschneiden erst rötlich und dann grau-schwärzlich.

## Merkmale

### Makroskopische Merkmale
Der Hut des Dichtblättrigen Schwärz-Täublings ist 5–9 (maximal 11) cm breit. Der Hut ist anfangs mit eingerollt, dann ausgebreitet und zuletzt niedergedrückt. Er verfärbt sich von anfangs weißlich rußgrau, nach oliv- bis schmutzig braun. Am Rand ist er meist heller gefärbt. Jung ist die Huthaut klebrig, bei feuchter Witterung auch schmierig.
Die Lamellen stehen – wie es der Name auch sagt – sehr dicht. Sie sind weiß, bis cremefarben, schmal (bis 11 mm hoch), dünn, linear und regelmäßig untermischt und am Stiel angewachsen bis kurz herablaufend. Viele sind in halber Höhe gegabelt. Der Stiel ist kurz, fest, zylindrisch geformt oder aufwärts verdickt und von etwa der gleichen Farbe wie der Hut.
Auch das Fleisch ist fest und weißlich. Beim Brechen oder Anschneiden des Hutes färbt sich das Fleisch innerhalb von etwa drei Minuten rötlich, dann von der Basis her grauschwärzlich. Der Pilz riecht obstartig bis modrig und hat einen milden bis schärflichen, aber auch unangenehm erdigen Geschmack. Das Sporenpulver ist weiß.
FeSO4 verfärbt das Fleisch schwach grün bis grüngrau, teilweise ist die Reaktion auch schwach bis nicht feststellbar. Beim Phenoltest verfärbt sich das Fleisch purpurbraun bis weinrot, während der Formoltest zu einer carminroten bis orangeroten Verfärbung führt.

### Mikroskopische Merkmale
Die Sporen sind eiförmig 7–9 µm lang und 6–7 µm breit. Mit kleinen, unter 0,5 µm hohen Warzen, die durch zahlreiche feine Linien miteinander verbunden sind und ein gut entwickeltes Netzwerk ausbilden. Hut-Hyphen sind zylindrisch oder zur Spitze hin schmäler werdend, 3–4 µm breit. Pilozystiden kommen nur vereinzelt vor und reagieren nicht mit Sulfovanillin. Die vier Sterigmen sind 7–8 µm lang.

## Artabgrenzung
Die Schwarztäublinge mit dichtstehenden Lamellen sind nicht immer leicht zu unterscheiden. Der Rauchbraune Schwärz-Täubling (Russula adusta) ist meist viel größer, sein Hutdurchmesser beträgt 13–20 cm. Bei ihm rötet und graut das Fleisch nur sehr langsam.
Beim Schwarzanlaufenden Täubling (Russula albonigra) läuft das Fleisch unmittelbar und rasch schwarz an. Der Geschmack besonders in den Lamellen ist mentholartig bitter.
Beim recht seltenen Lachsblättrigen Schwärz-Täubling (Russula anthracina) schwärzt das Fleisch ebenfalls, ohne vorher zu röten, außerdem haben die cremeweißen Lamellen einen lachsrosa Reflex, der Geruch ist leicht obstartig, der Geschmack schärflich.

## Ökologie
Der Dichtblättrige Schwärz-Täubling ist wie alle Täublinge ein Mykorrhizabildner. Seine Wirte sind sowohl Laubbäume wie Birke (Betula), Hainbuche (Carpinus), Rotbuche (Fagus) und Eiche (Quercus) als auch Nadelbäume wie Weißtanne (Abies) und Fichte (Picea).
Der Täubling findet sich in montanen, tannenreichen oder bodensauren Buchen- und Eichen-Buchenwäldern, ebenso wie in Eichen-Hainbuchenwäldern und in wärmeliebenden Eichenmischwäldern. Er kommt aber auch in Fichten-Moorwäldern und in Fichten- und Kiefernforsten vor. Der Pilz toleriert trockene, saure bis schwach basische Kiesböden, Geröll/Gesteinsschutt, Sand-, Silikatsgestein- und Braunerdeböden.

## Verbreitung

Europäische Länder mit Fundnachweisen des Dichtblättrigen Schwärz-Täublings.
Legende:
Länder mit Fundmeldungen
Länder ohne Nachweise
keine Daten
außereuropäische Länder

Der Pilz kommt in West- und Mitteleuropa, Asien (Japan, Nord- und Südkorea) und Nordamerika (Kanada, USA) vor. Auch aus Nordafrika (Marokko) gibt es Nachweise. Der Täubling ist in Frankreich, der Schweiz, Deutschland, Österreich, Polen und Ungarn nachgewiesen worden.
In Deutschland ist er vom Flachland über Mittelgebirge bis ins hohe Bergland verbreitet.

## Systematik
Das wissenschaftliche Artattribut (Epitheton) densifolia leitet sich von dem lateinischen Adjektiv densus (dicht) und dem Nomen folium (Blatt) ab und ist eine Anspielung auf die sehr dicht stehenden Lamellen.

### Infragenerische Systematik
Der Dichtblättrige Schwärz-Täubling gehört in der Untergattung Compactae zur Untersektion Nigricantinae, die in der Sektion Compactae steht. In dieser Untersektion werden relative große und robuste Täublinge zusammengefasst, die stumpf weißliche, gräuliche oder schwärzliche Hüte haben und deren Fleisch bei Verletzung rötet, graut oder schwärzt.

## Bedeutung
Die oft recht häufig auftretenden Schwarztäublinge kommen als Speisepilze kaum in Frage, denn ihr Fleisch ist zu hart und fest, daher schwer verdaulich, und ihr moderiger Geschmack ist nicht einladend.